# Liste der Nummer-eins-Hits der Billboard Mainstream Rock Songs (2010er Jahre)
Die Mainstream Rock Songs-Charts sind Musikcharts des Magazins Billboard, die Titel aus den Musikrichtungen Mainstream- und Active-Rock nach Radioübertragungen listen. Die Mainstream Rock Songs Charts wurden am 21. März 1981 erstmals veröffentlicht. Die folgende Liste zeigt die Titel an, die in den 2010er Jahren Platz eins erreichten. Zusätzlich wird der Titel hervorgehoben, der Platz eins der Jahrescharts belegte.
Shinedown und Three Days Grace hatten mit jeweils zehn Titeln die meisten Nummer-eins-Hits der Dekade, gefolgt von Disturbed mit acht und Five Finger Death Punch und Volbeat mit jeweils sieben Titeln. Mit nun insgesamt 15 Nummer-eins-Titeln bauten Three Days Grace ihren eigenen Rekord weiter aus. Es folgen Shinedown mit 14 und Van Halen mit 13 Nummer-eins-Hits. Disturbed gelangen sieben Nummer-eins-Hits in Folge, womit die Band ihren eigenen Rekord weiter verbesserte. Im Oktober 2019 gelang es mit Dirty Honey erstmals einer Band ohne Plattenvertrag, die Chartspitze zu erreichen.

## Legende
- Datum: Nennt das Datum, an dem der Titel Platz eins der Charts belegte.
- Titel: Nennt den Titel des Liedes. Gelb unterlegte Titel belegten Platz eins der Jahrescharts.
- Künstler: Nennt den Namen des Künstlers bzw. der Band
- Wochen: Nennt die Anzahl der Wochen, die der Titel Platz eins der Charts belegte.

## Übersicht

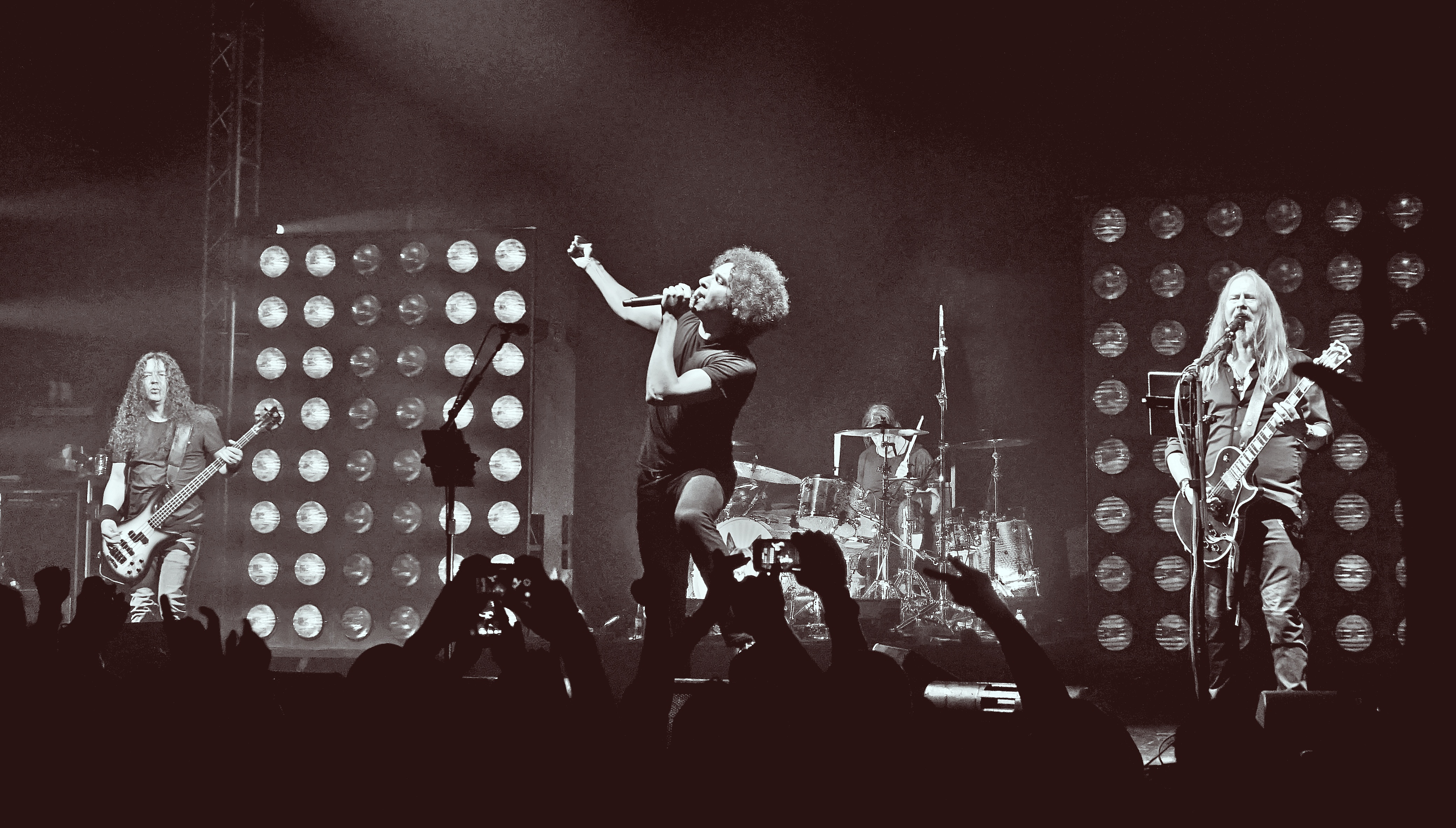
Alice in Chains hatten die erste Nummer eins der Dekade

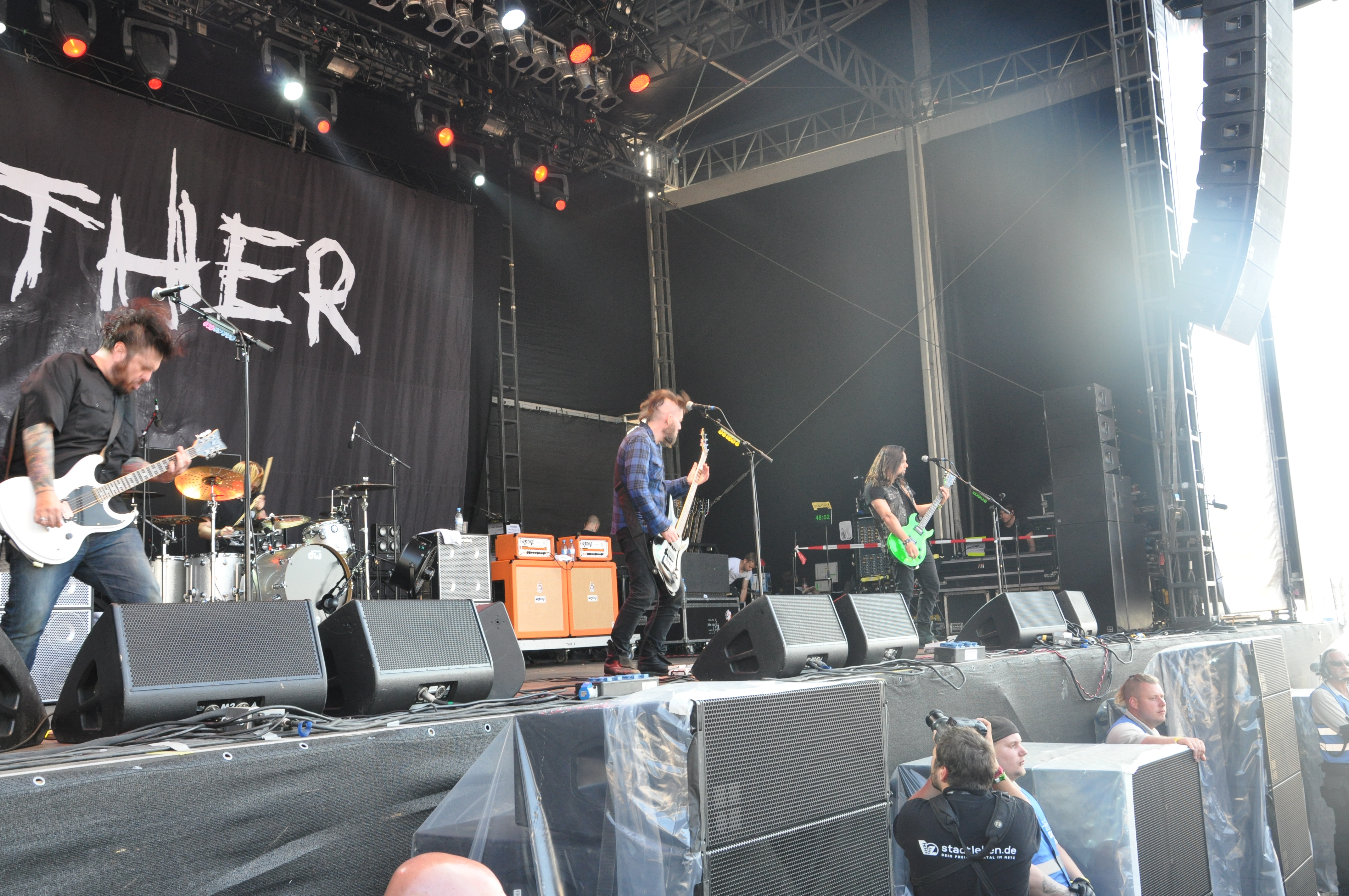
Seether hatten 2011 die erste Nummer eins des Jahres

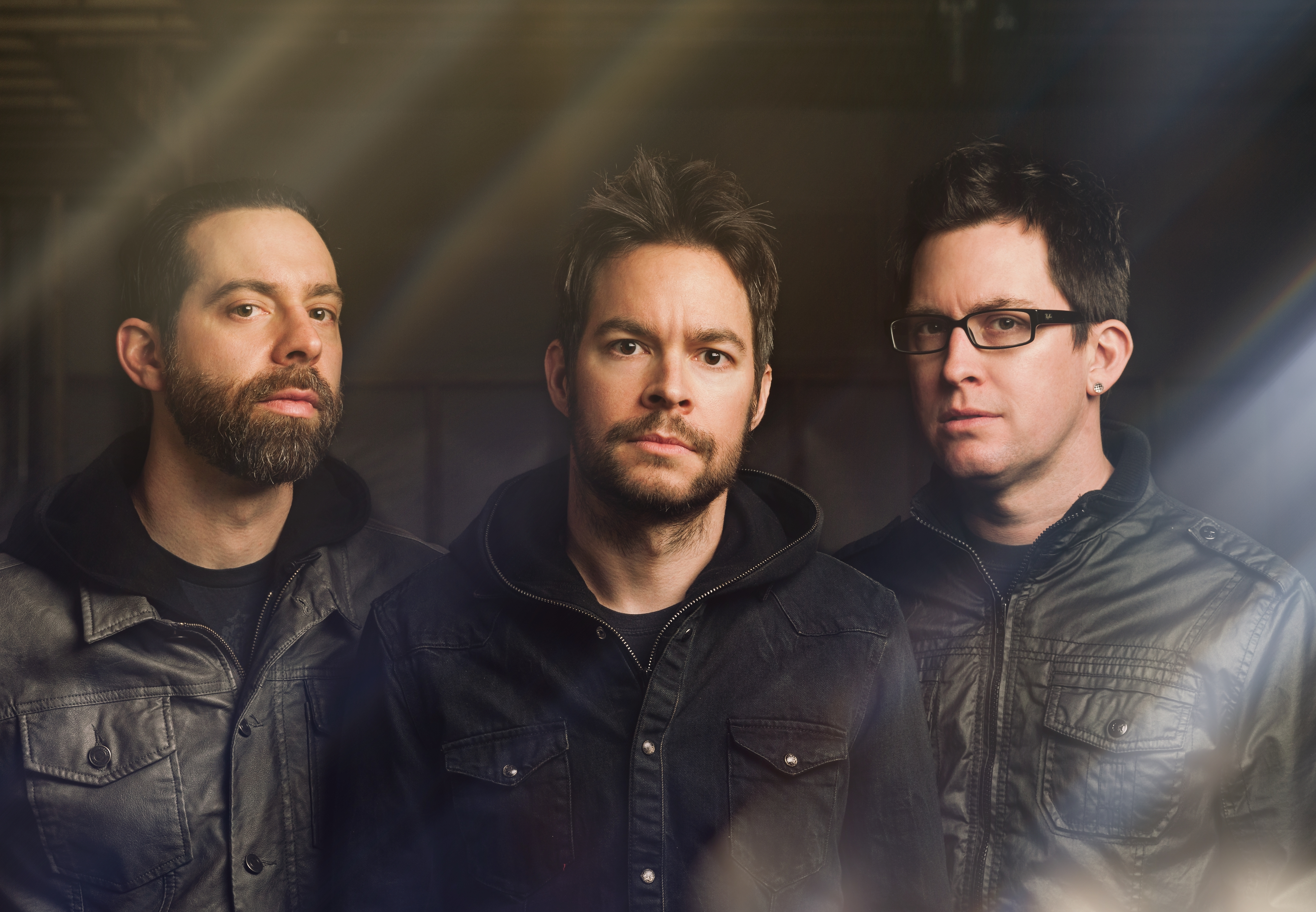
Chevelles Face to the Floor war zwölf Wochen auf Platz eins

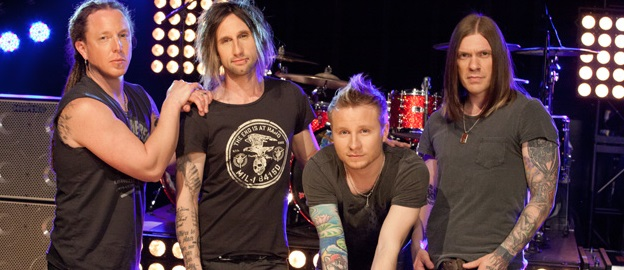
Shinedowns Bully war zwölf Wochen auf Platz eins. Insgesamt hatte die Band zehn Nummer-eins-Hits

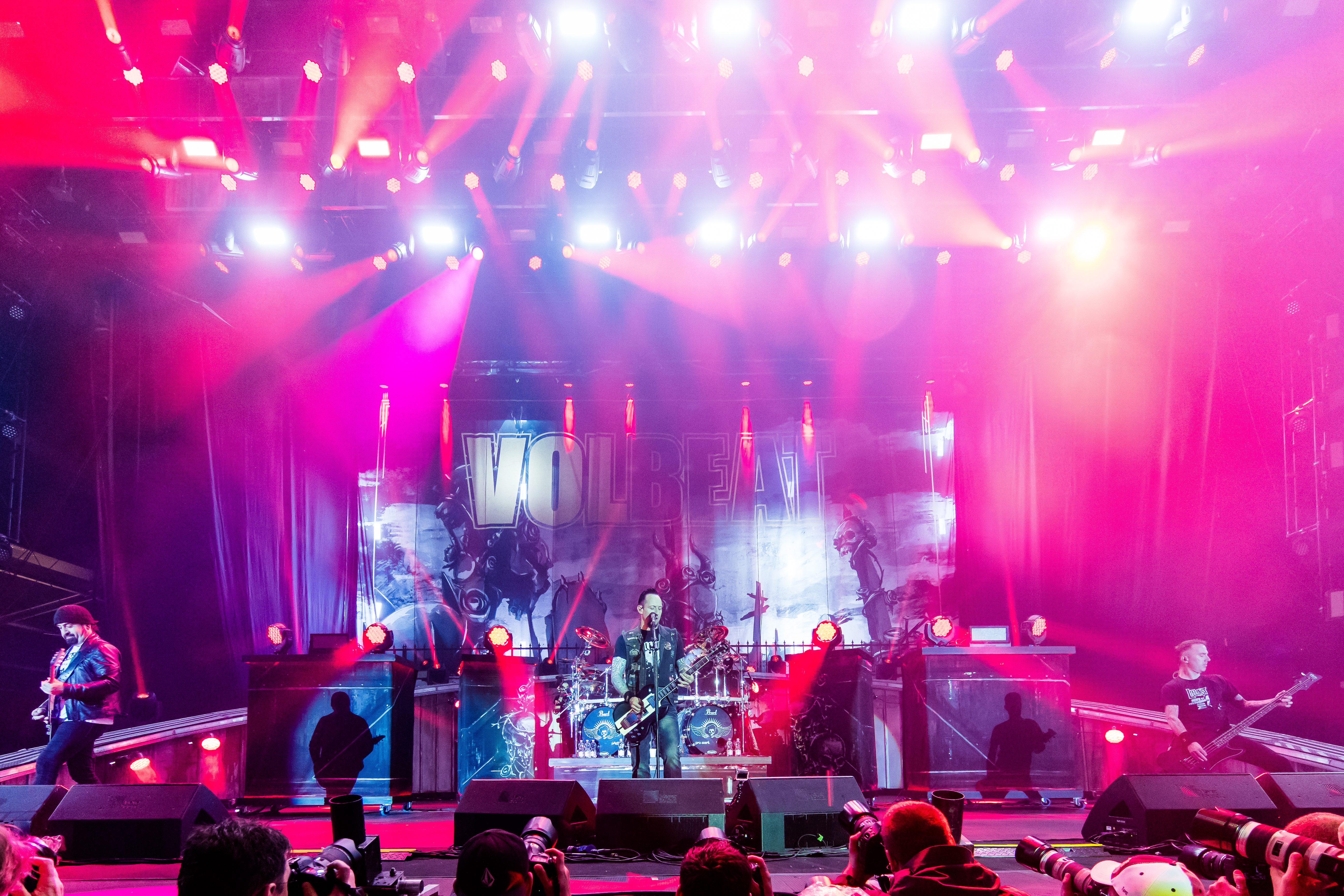
Volbeat waren 2012 die erste europäische Band auf Platz eins

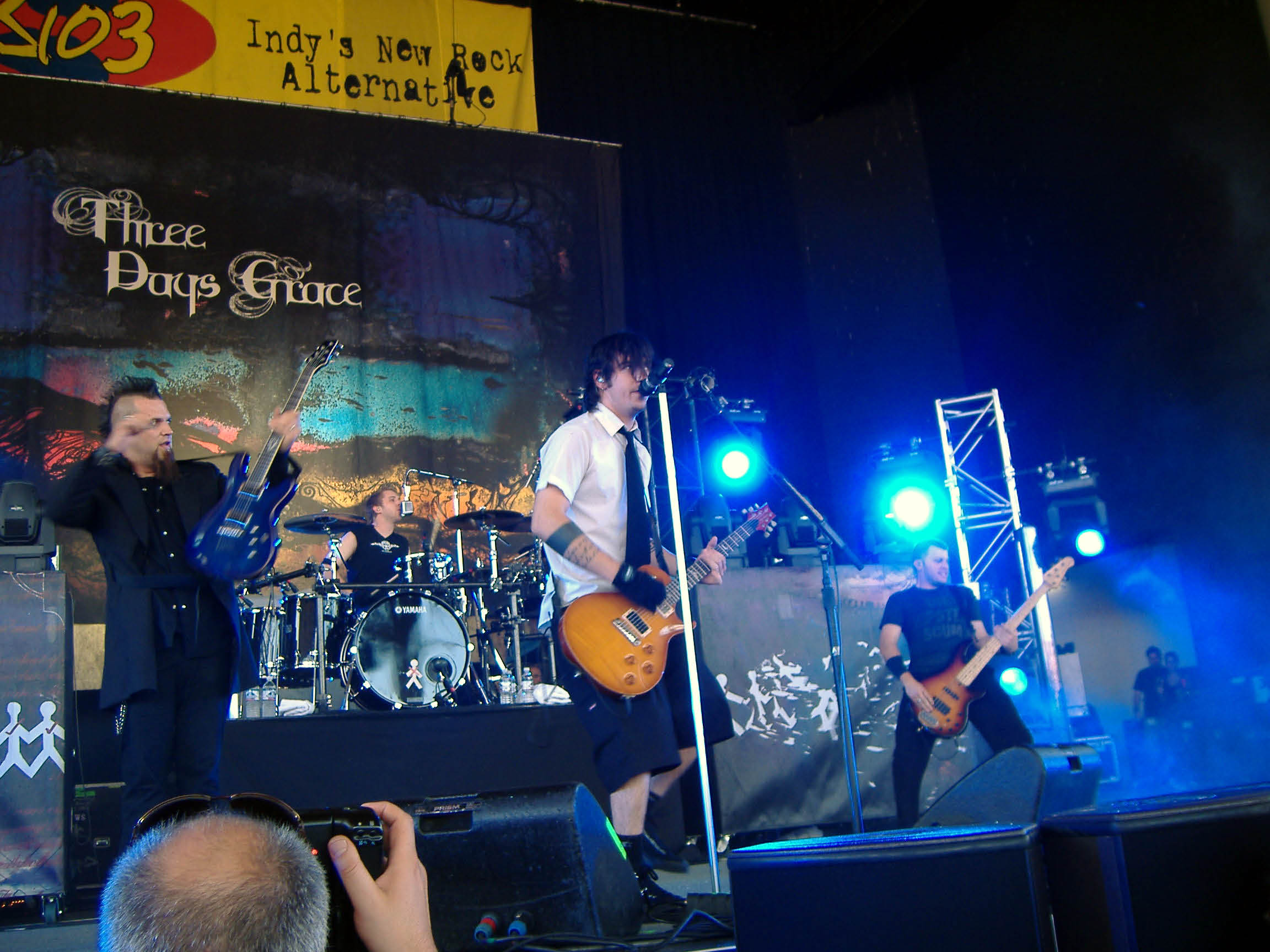
Three Days Grace belegten mit Chalk Outline 13 Wochen die Spitzenposition. Insgesamt hatte die Band zehn Nummer-eins-Hits

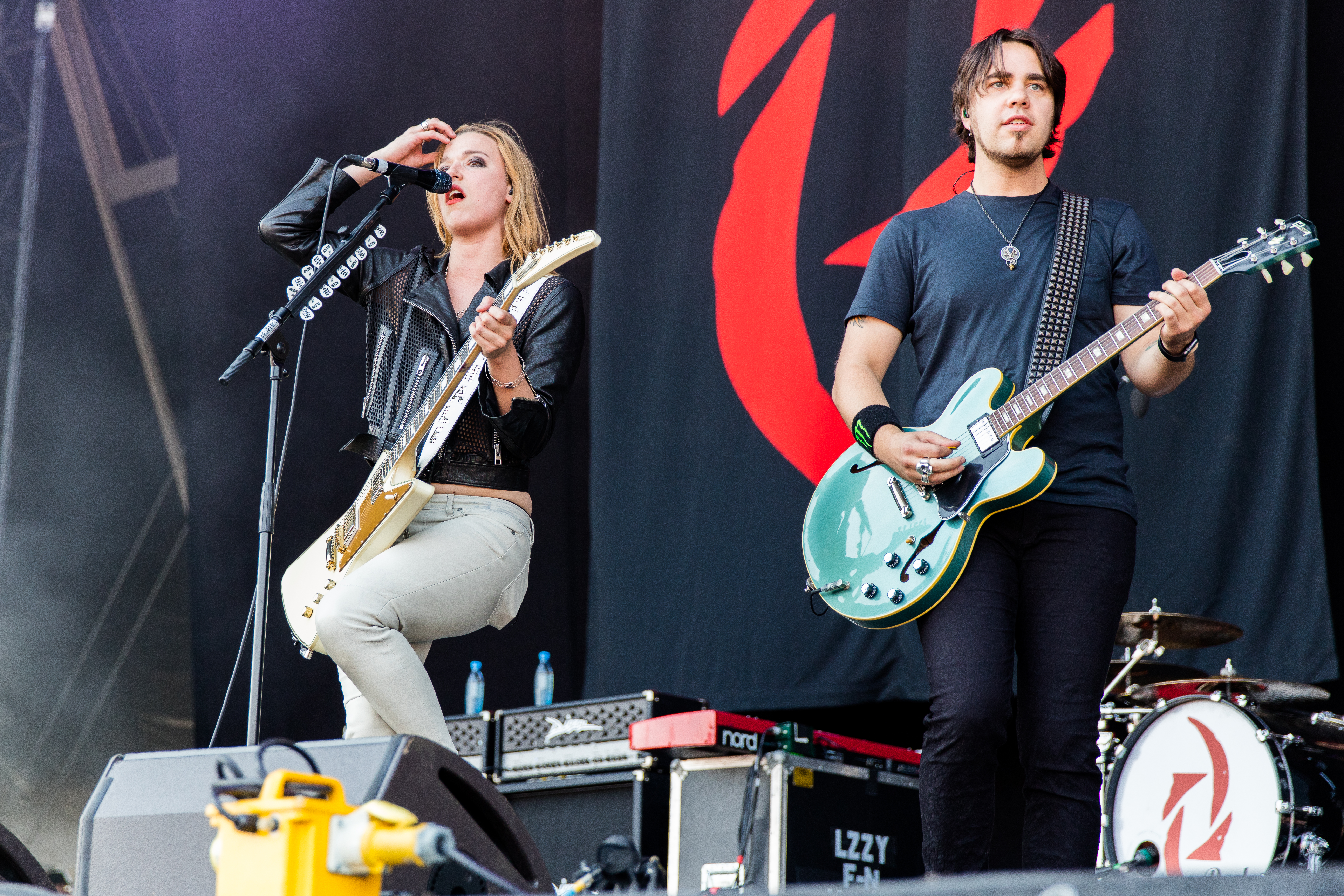
Halestorm war die erste Band mit Sängerin auf Platz eins

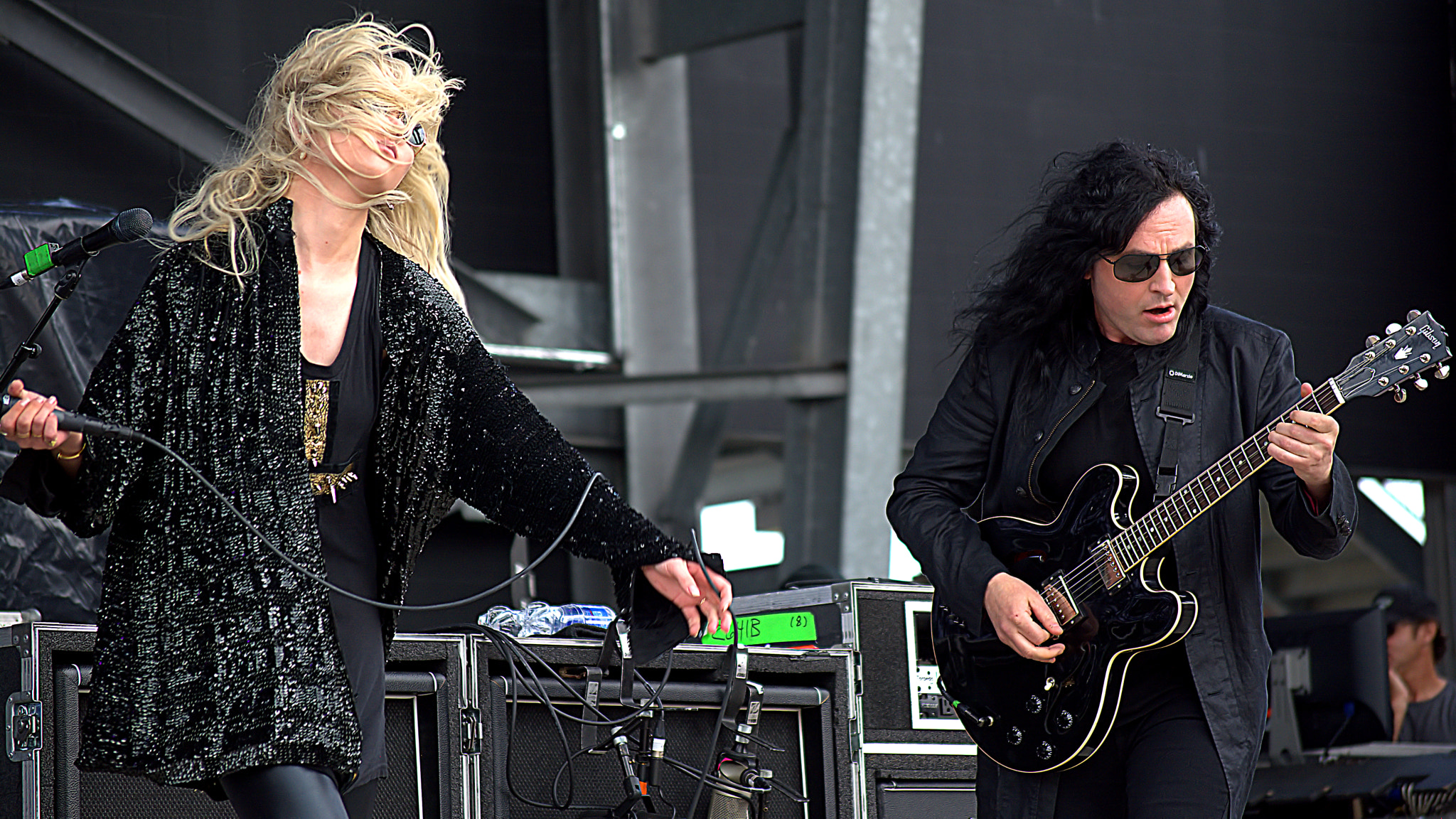
The Pretty Reckless waren die einzige Band mit Sängerin der Dekade, die Platz eins der Jahrescharts belegte

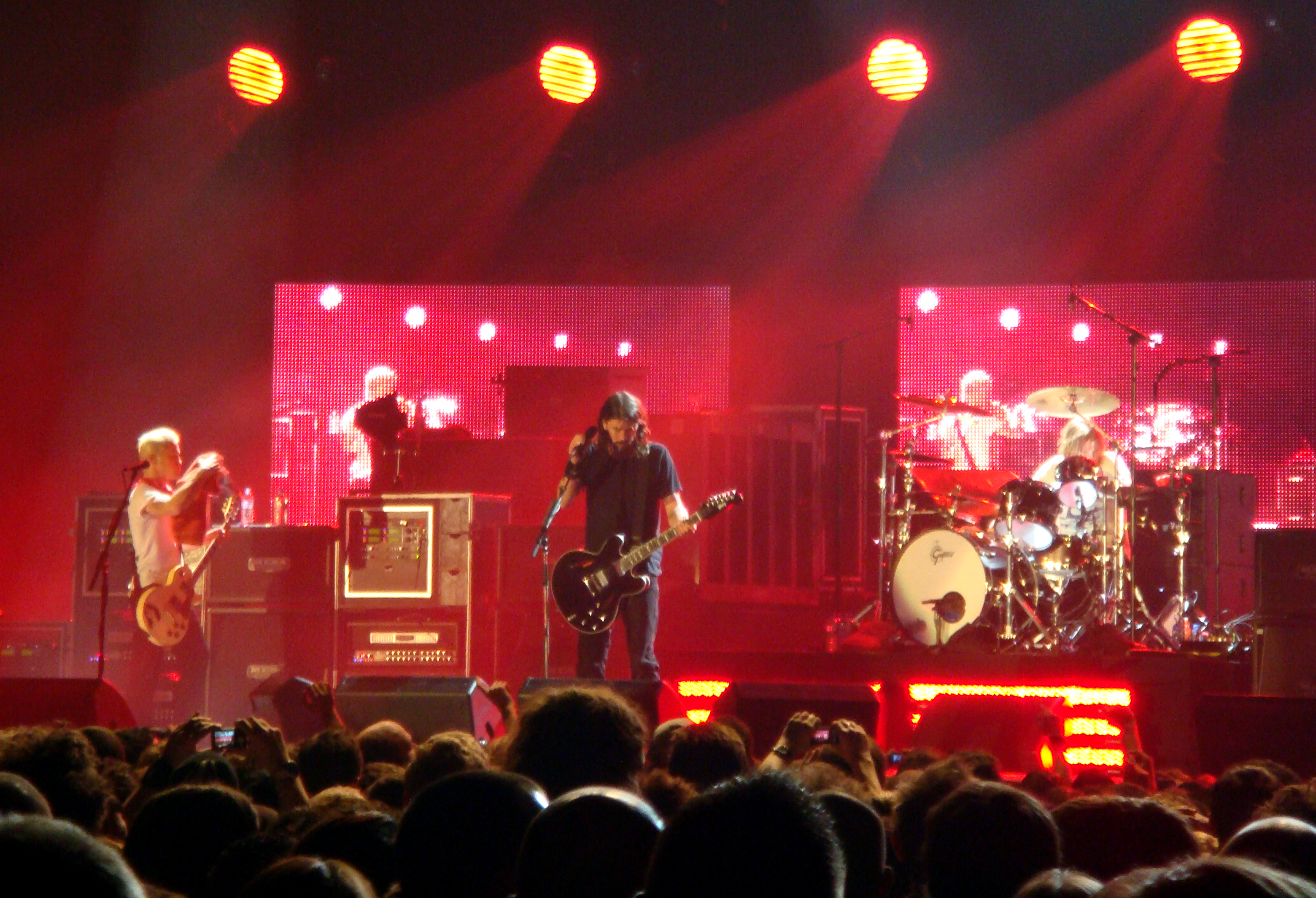
Something from Nothing von den Foo Fighters war ebenfalls 13 Wochen auf Platz eins und teilt sich den Rekord mit Three Days Grace

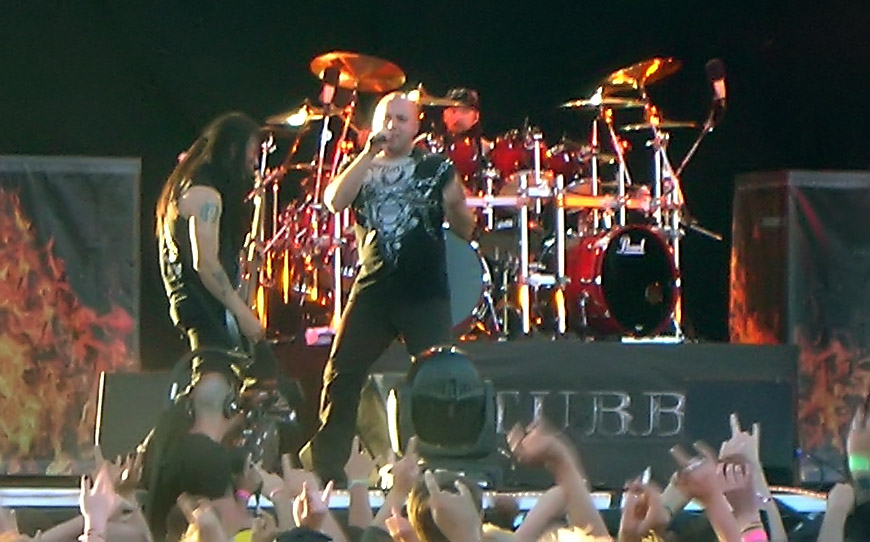
Disturbed hatten acht Nummer-eins-Hits, davon sieben in Folge

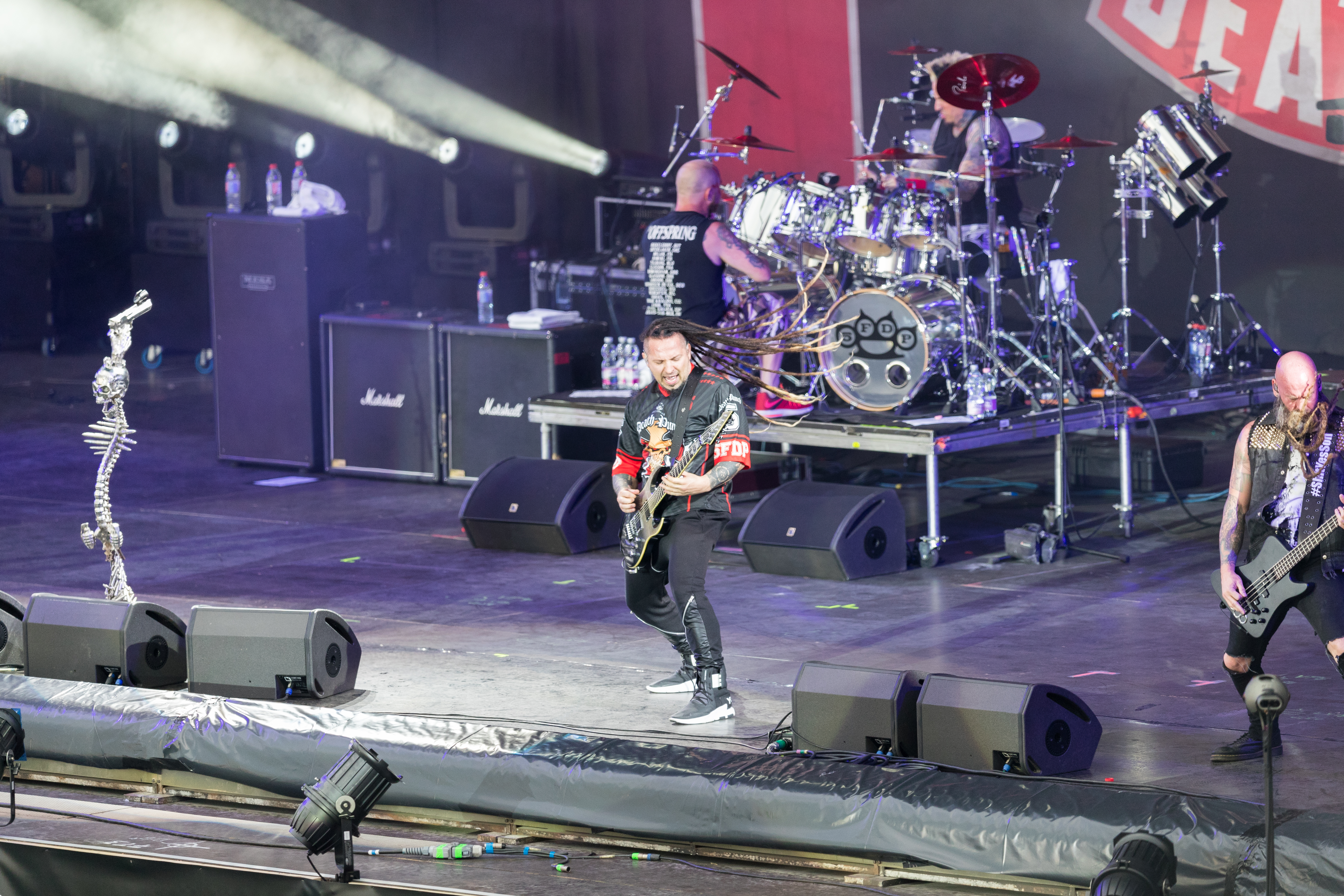
Five Finger Death Punch hatten sieben Nummer-eins-Hits

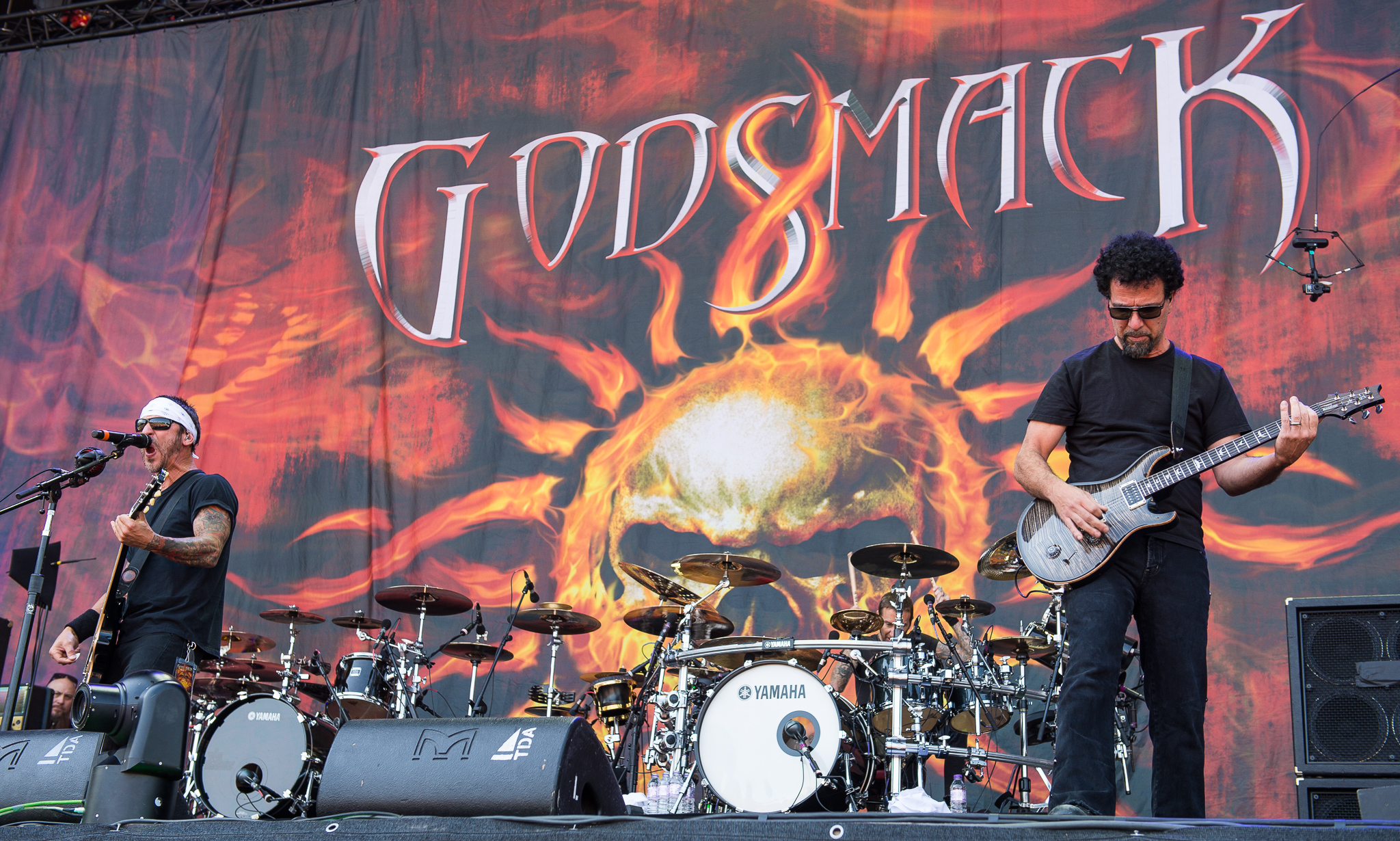
Fünf Nummer-eins-Hits hatten Godsmack...

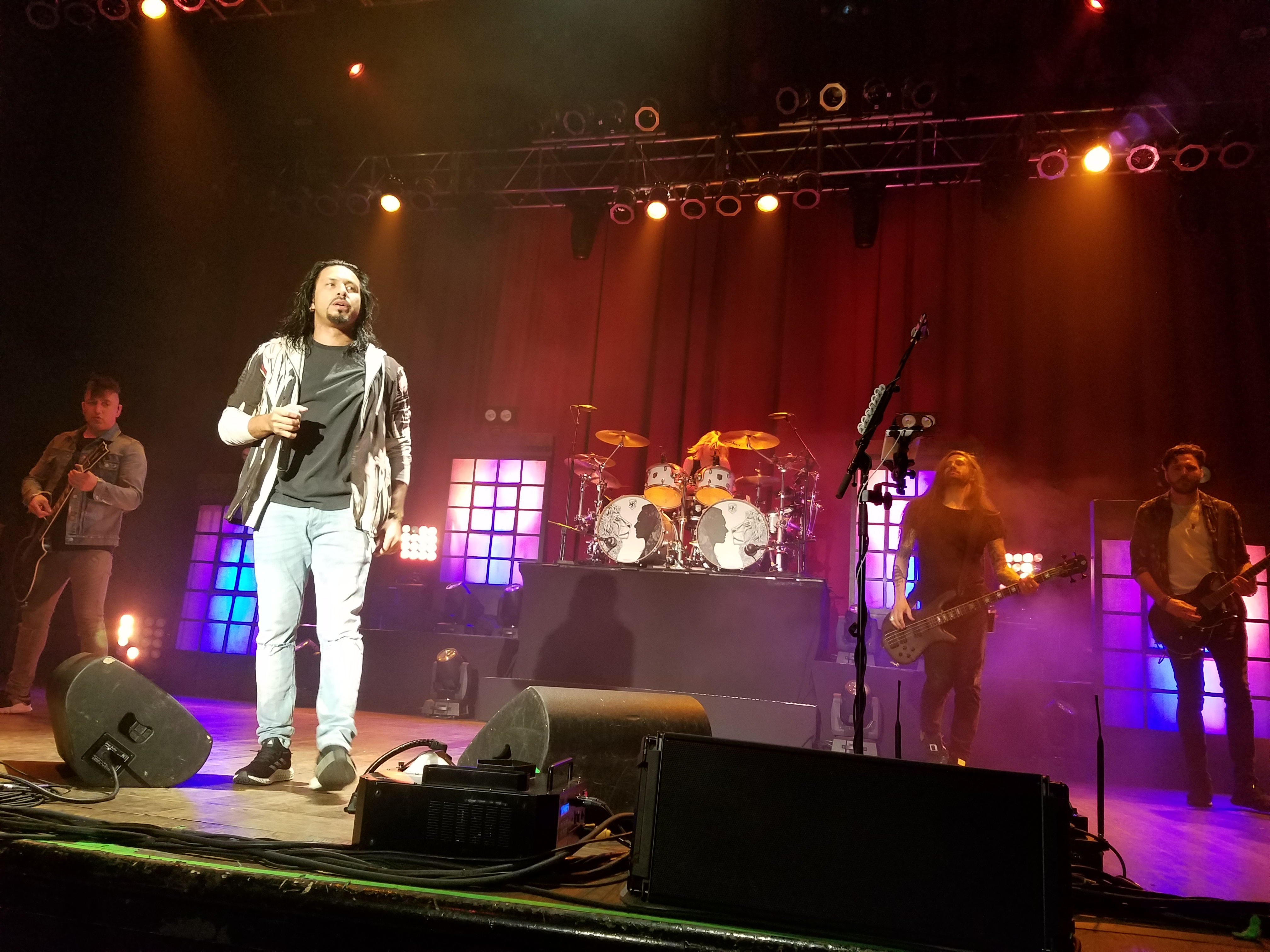
...und Pop Evil

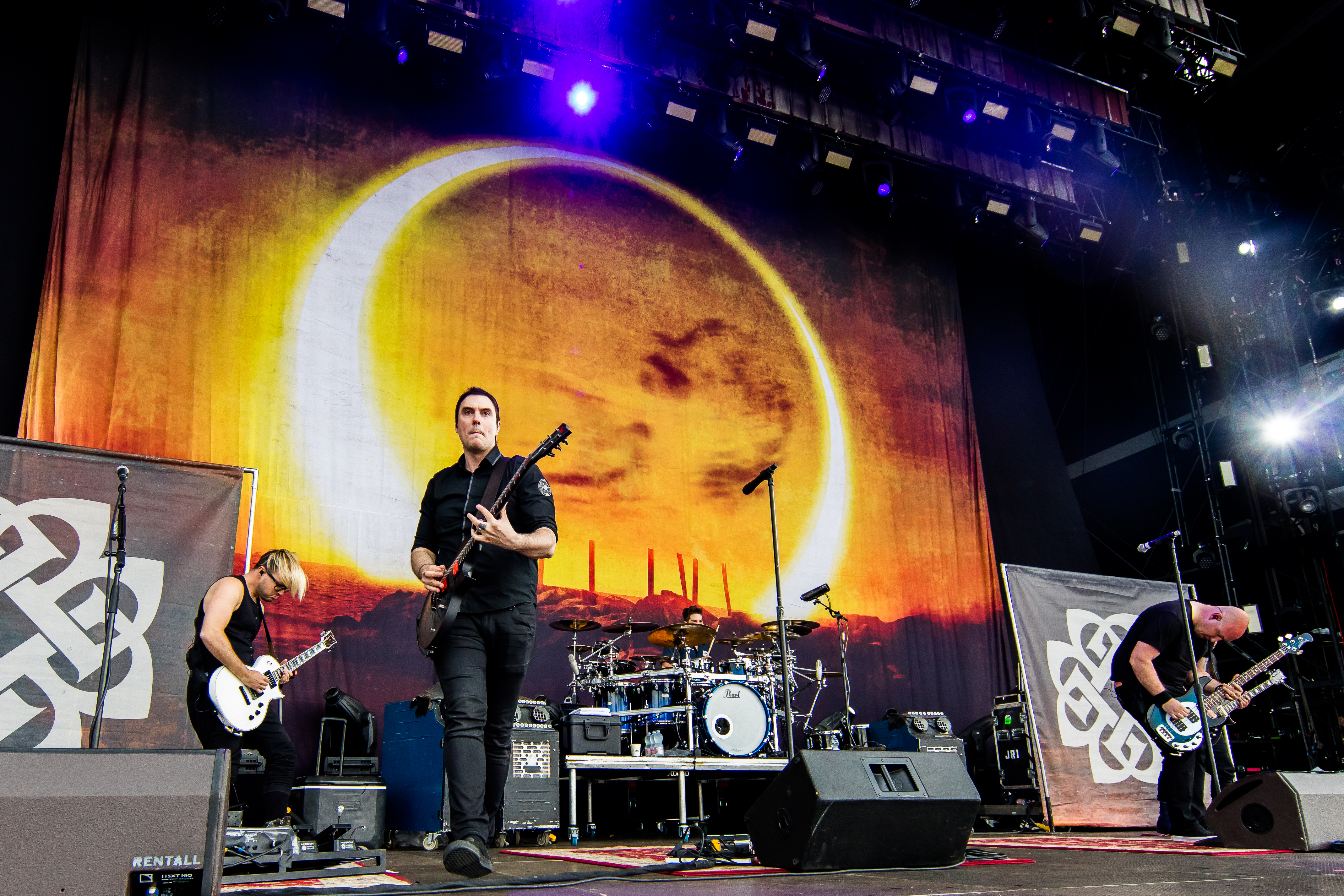
Vier Nummer-eins-Hits hatten Breaking Benjamin...

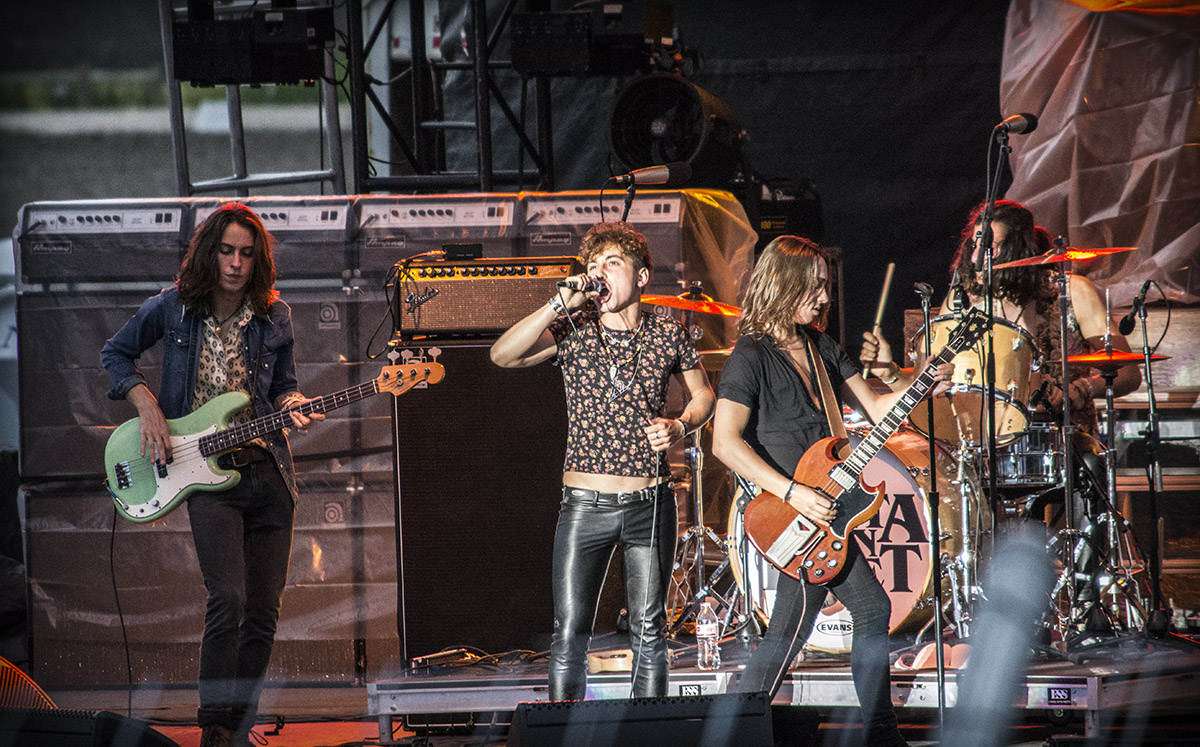
...Greta Van Fleet...

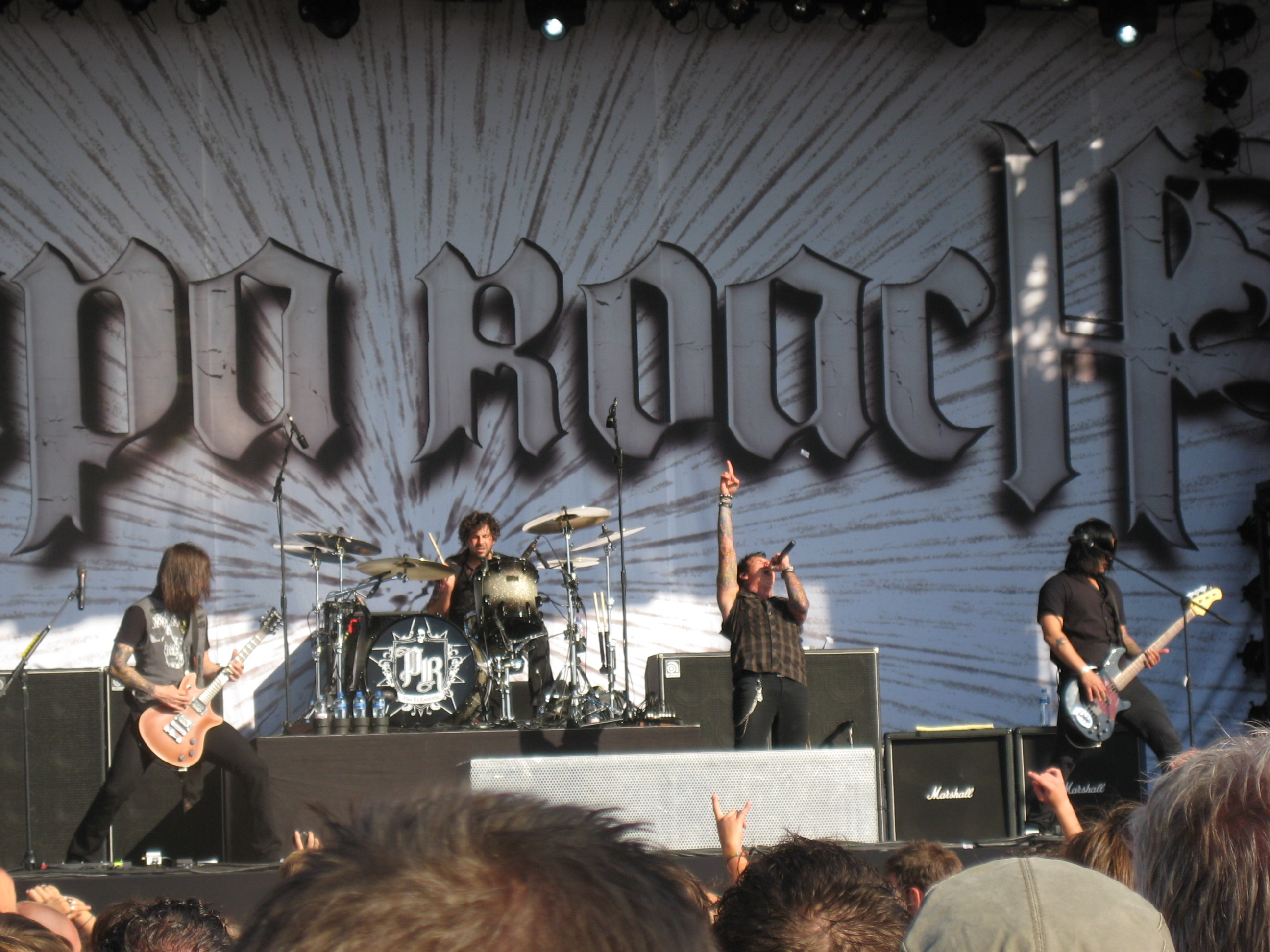
und Papa Roach.

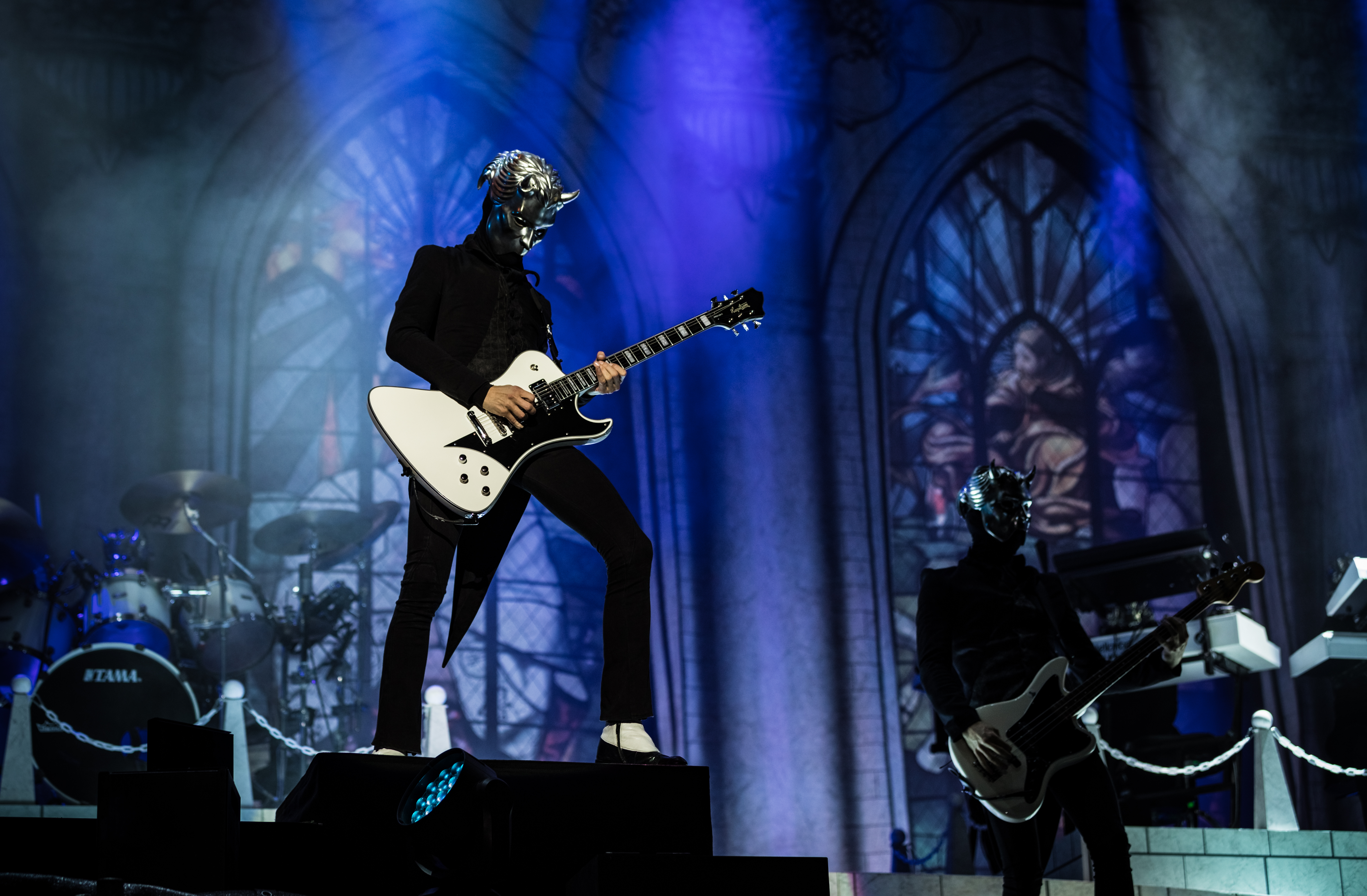
Drei Nummer-eins-Hits hatten Ghost...

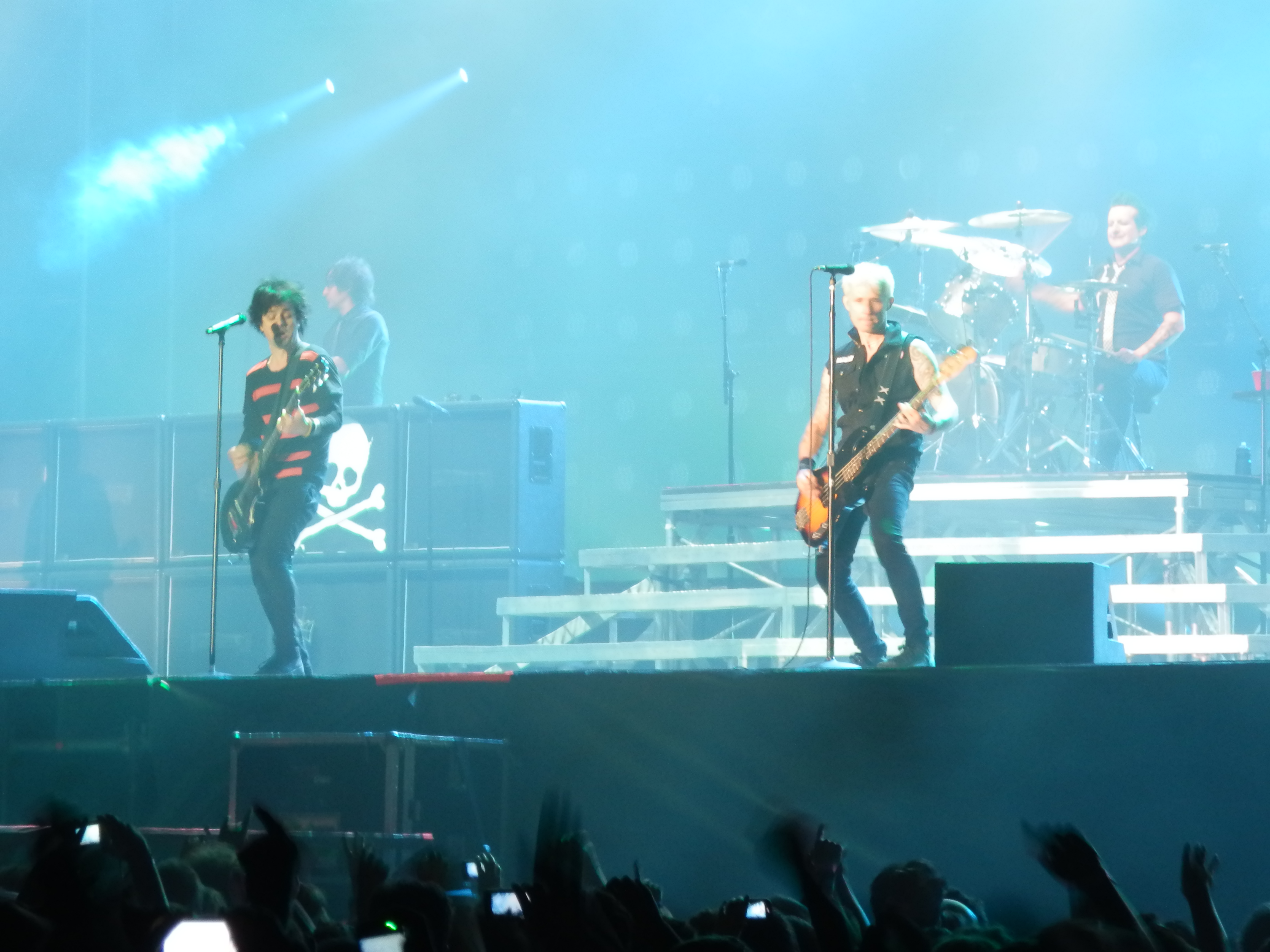
...Green Day...

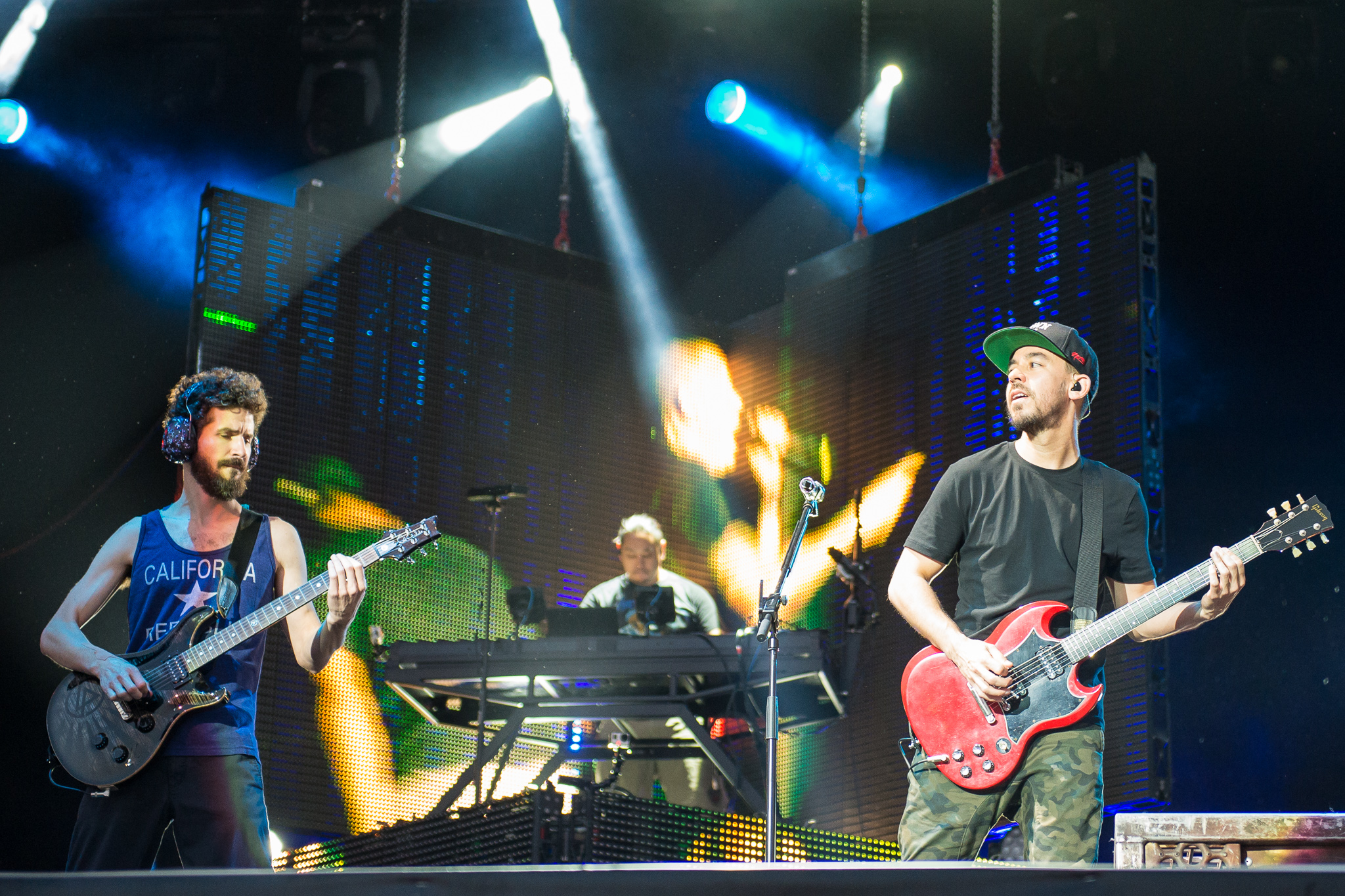
...Linkin Park...

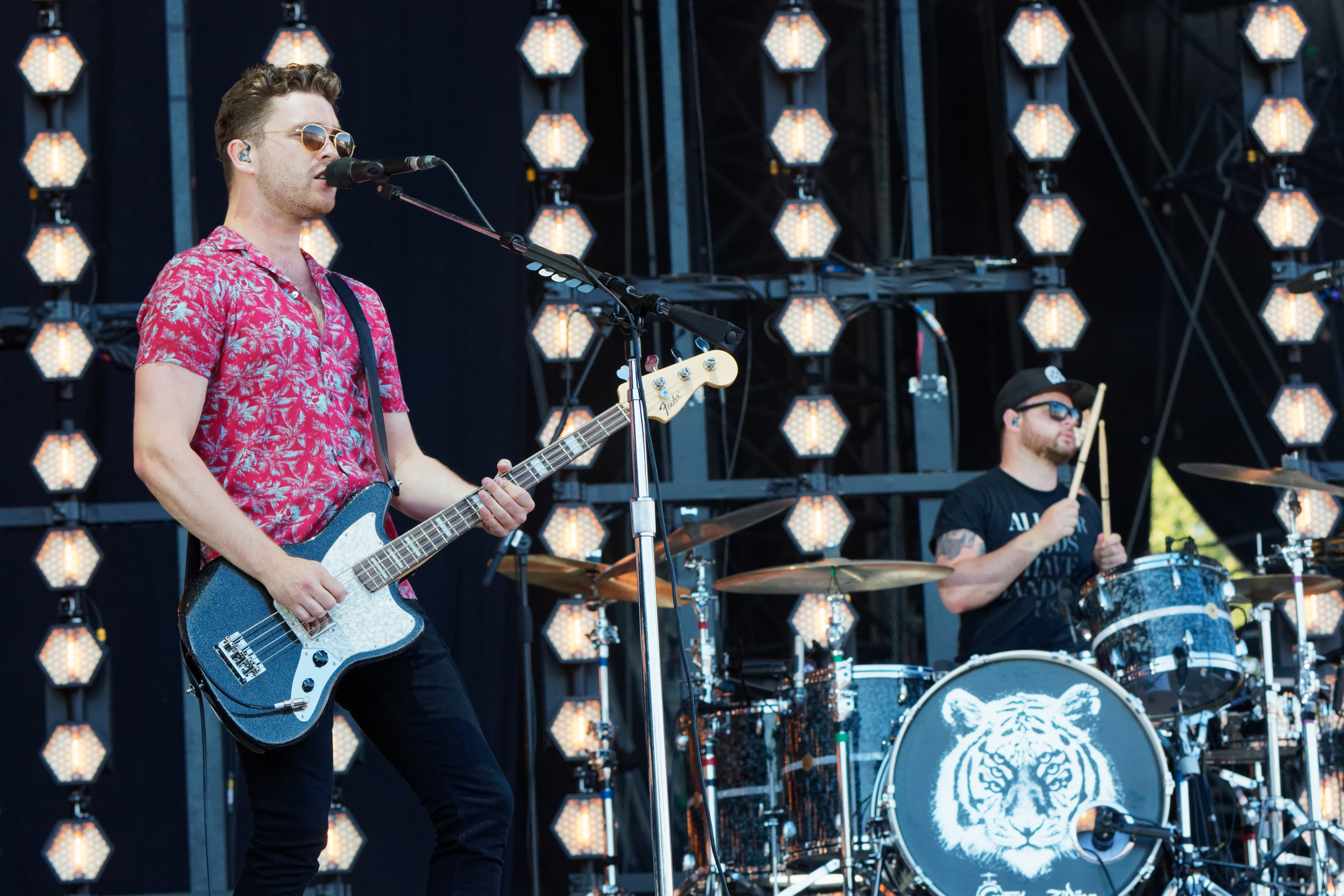
...Royal Blood...

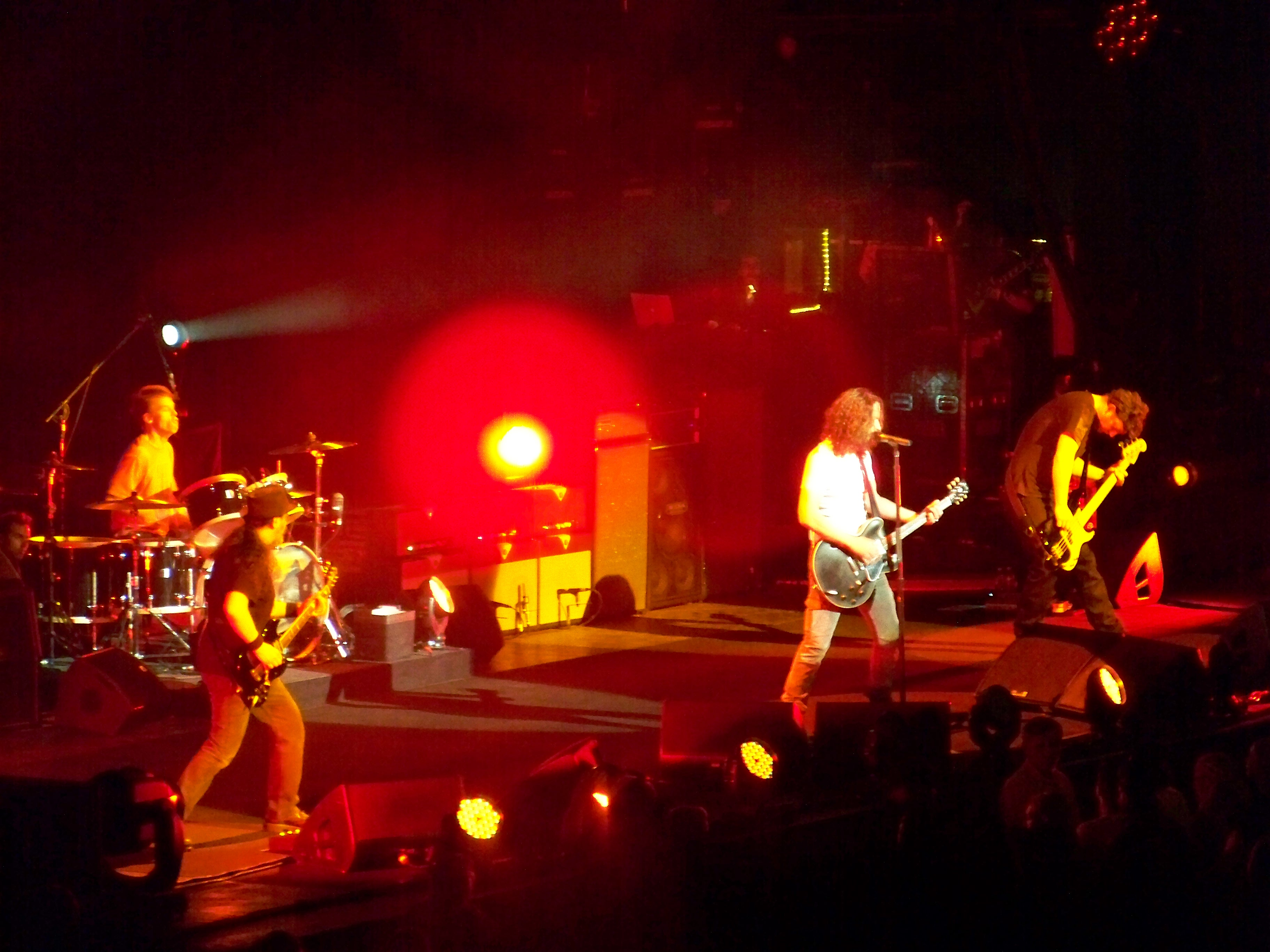
...Soundgarden...

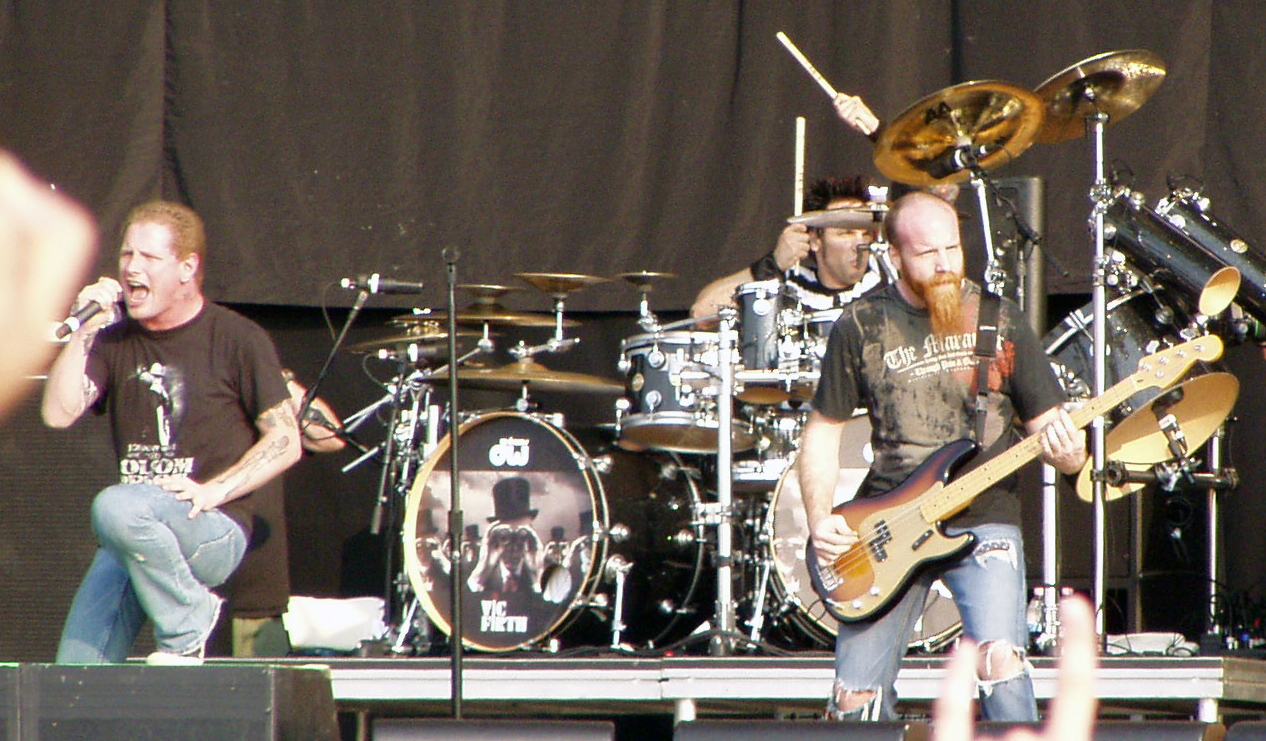
...und Stone Sour

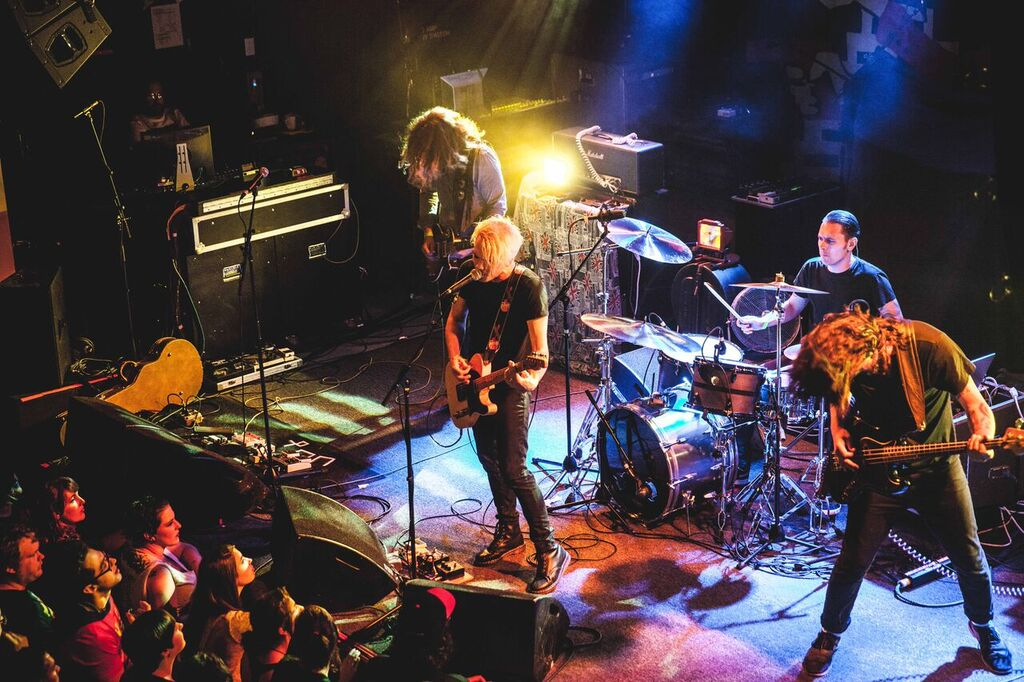
Zwei Nummer-eins-Hits hatten Badflowers...

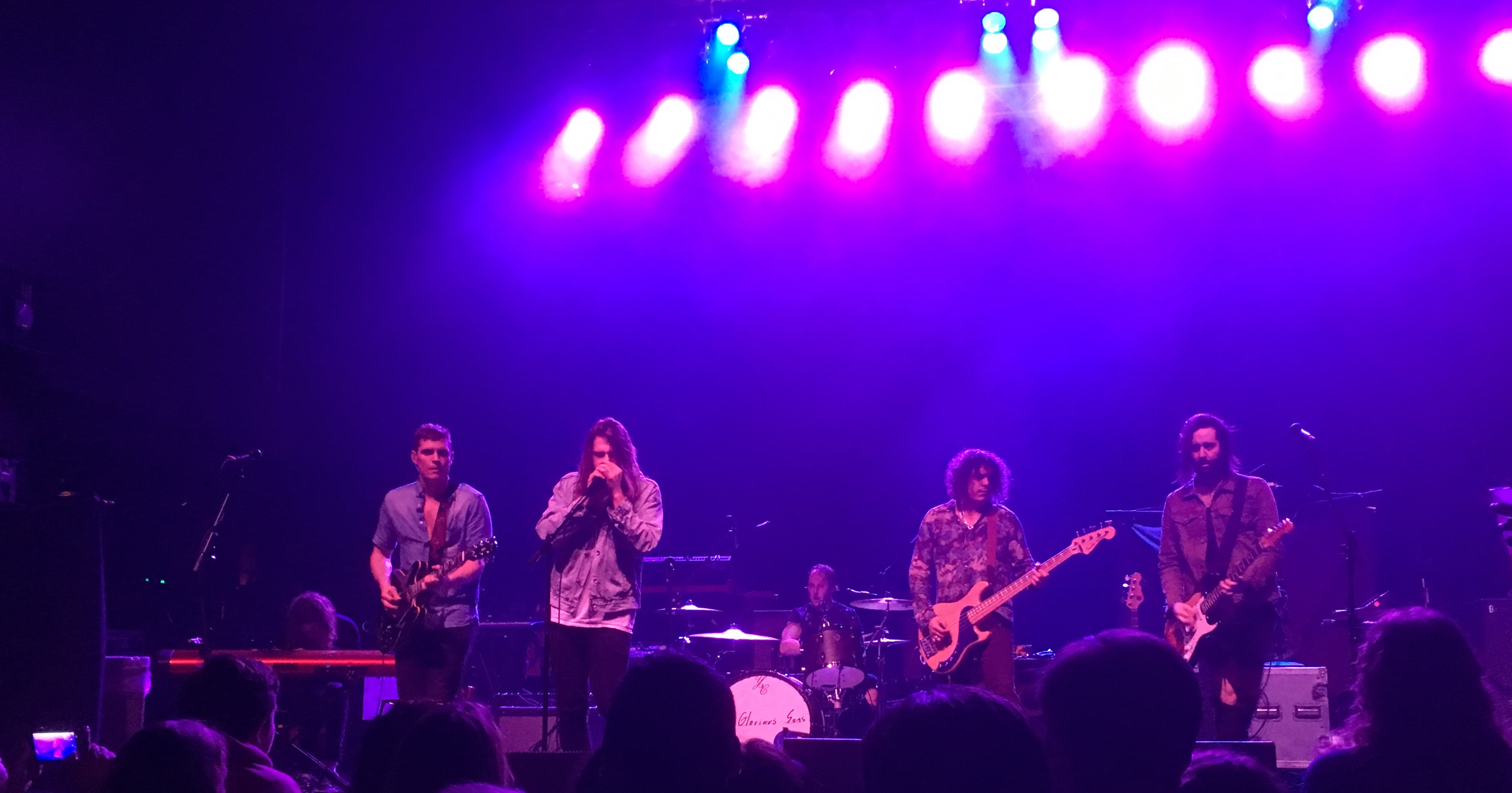
...The Glorious Sons...

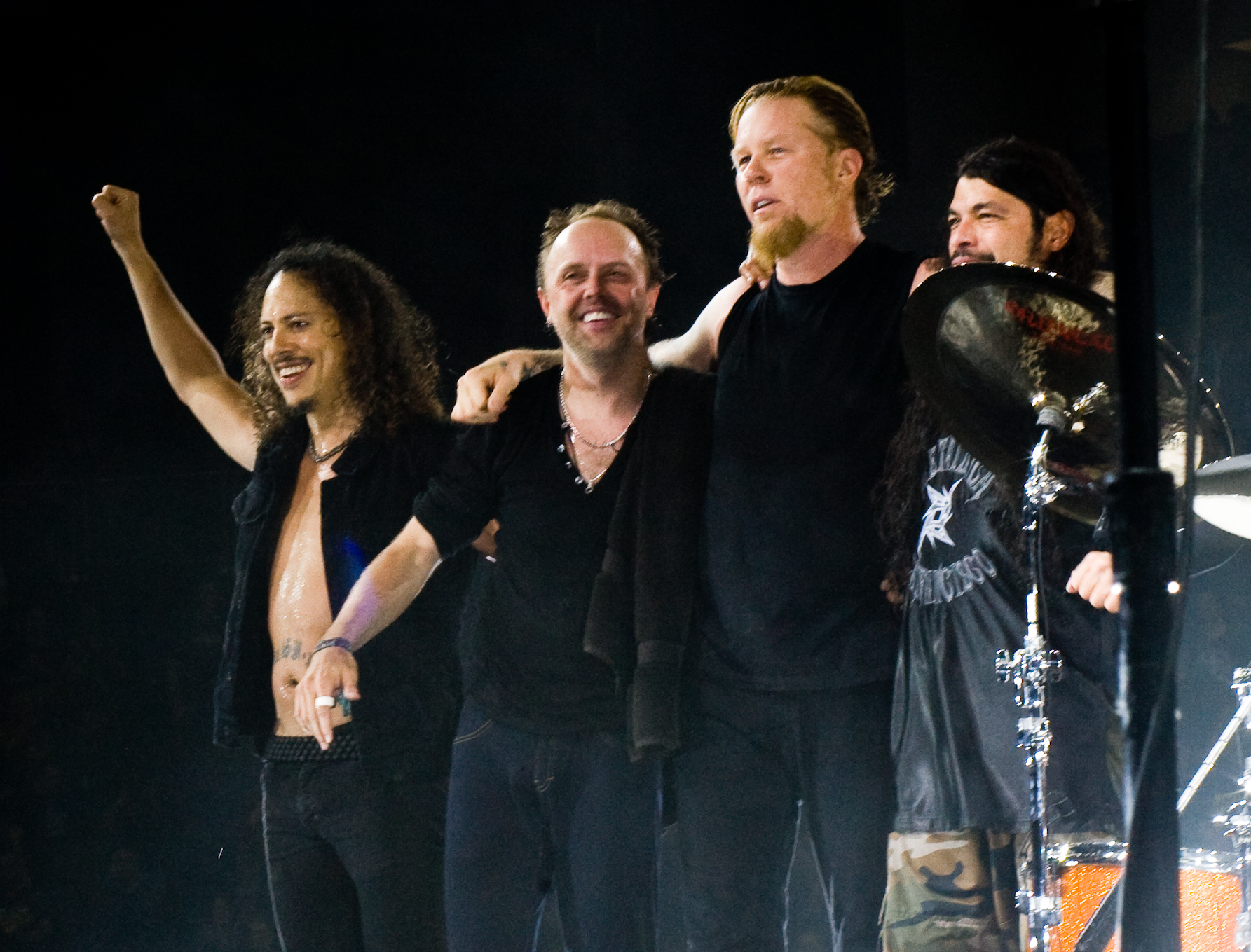
...und Metallica

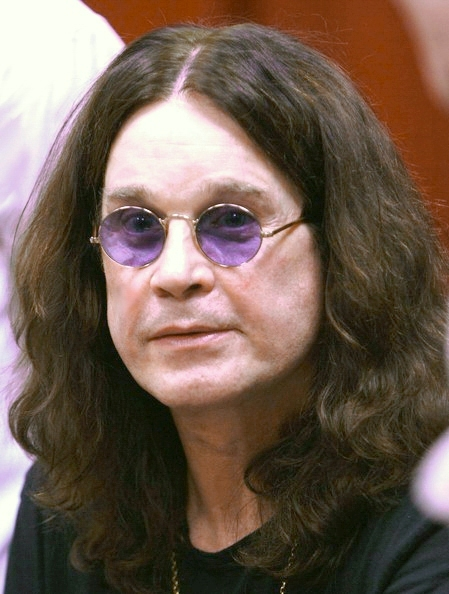
Ozzy Osbourne hatte die letzte Nummer eins der Dekade

### 2010
| Datum        | Titel                    | Künstler                                          | Wochen |
| ------------ | ------------------------ | ------------------------------------------------- | ------ |
| 27. Februar  | Your Decision            | Alice in Chains                                   | 8      |
| 24. April    | Cryin' Like a Bitch      | Godsmack                                          | 5      |
| 29. Mai      | The Good Life            | Three Days Grace                                  | 5      |
| 3. Juli      | Let Me Hear You Scream   | Ozzy Osbourne                                     | 4      |
| 31. Juli     | The Crow & the Butterfly | Shinedown                                         | 1      |
| 7. August    | Another Way to Die       | Disturbed                                         | 8      |
| 2. Oktober   | Say You'll Haunt Me      | Stone Sour                                        | 8      |
| 27. November | Porn Star Dancing        | My Darkest Days feat. Zakk Wylde and Chad Kroeger | 2      |
| 11. Dezember | World So Cold            | Three Days Grace                                  | 5      |

Nummer eins der Jahrescharts wurde das Lied Break von Three Days Grace. Das Lied belegte am 12. Dezember 2009 erstmals Platz eins der Wochencharts.

### 2011
| Datum         | Titel                                 | Künstler            | Wochen |
| ------------- | ------------------------------------- | ------------------- | ------ |
| 15. Januar    | The Sex Is Good                       | Saving Abel         | 1      |
| 22. Januar    | Isolation                             | Alter Bridge        | 7      |
| 12. März      | Diamond Eyes (Boom-Lay Boom-Lay Boom) | Shinedown           | 3      |
| 2. April      | Rope                                  | Foo Fighters        | 5      |
| 7. Mai        | Country Song                          | Seether             | 10     |
| 16. Juli      | Lies of the Beautiful People          | Sixx:A.M.           | 2      |
| 30. Juli      | So Far Away                           | Avenged Sevenfold   | 3      |
| 20. August    | Lowlife                               | Theory of a Deadman | 3      |
| 10. September | Walk                                  | Foo Fighters        | 4      |
| 8. Oktober    | Not Again                             | Staind              | 4      |
| 5. November   | Tonight                               | Seether             | 1      |
| 12. November  | Not Again                             | Staind              | 3      |
| 3. Dezember   | Face to the Floor                     | Chevelle            | 12     |

### 2012
| Datum         | Titel              | Künstler                                     | Wochen |
| ------------- | ------------------ | -------------------------------------------- | ------ |
| 25. Februar   | Bully              | Shinedown                                    | 12     |
| 19. Mai       | Live to Rise       | Soundgarden                                  | 6      |
| 30. Juni      | Burn It Down       | Linkin Park                                  | 1      |
| 7. Juli       | You're a Lie       | Slash feat. Myles Kennedy & The Conspirators | 2      |
| 21. Juli      | Still Counting     | Volbeat                                      | 2      |
| 4. August     | Unity              | Shinedown                                    | 4      |
| 1. September  | Coming Down        | Five Finger Death Punch                      | 1      |
| 8. September  | Criticize          | Adelitas Way                                 | 1      |
| 15. September | Coming Down        | Five Finger Death Punch                      | 1      |
| 22. September | Chalk Outline      | Three Days Grace                             | 13     |
| 22. Dezember  | Been Away Too Long | Soundgarden                                  | 7      |

### 2013
| Datum        | Titel                    | Künstler                                   | Wochen |
| ------------ | ------------------------ | ------------------------------------------ | ------ |
| 9. Februar   | Heaven Nor Hell          | Volbeat                                    | 1      |
| 16. Februar  | Stand Up                 | All That Remains                           | 2      |
| 2. März      | Hollow                   | Alice in Chains                            | 3      |
| 23. März     | Bones                    | Young Guns                                 | 1      |
| 30. März     | Hollow                   | Alice in Chains                            | 2      |
| 13. April    | Freak Like Me            | Halestorm                                  | 2      |
| 27. April    | The High Road            | Three Days Grace                           | 1      |
| 4. Mai       | By Crooked Steps         | Soundgarden                                | 2      |
| 18. Mai      | Vilify                   | Device                                     | 2      |
| 1. Juni      | The Hangman's Body Count | Volbeat                                    | 3      |
| 22. Juni     | Stone                    | Alice in Chains                            | 3      |
| 13. Juli     | Trenches                 | Pop Evil                                   | 4      |
| 10. August   | Lift Me Up               | Five Finger Death Punch feat. Rob Halford  | 1      |
| 17. August   | Out of Time              | Stone Temple Pilots mit Chester Bennington | 1      |
| 24. August   | Hail to the King         | Avenged Sevenfold                          | 10     |
| 2. November  | Misery Loves My Company  | Three Days Grace                           | 1      |
| 9. November  | Hail to the King         | Avenged Sevenfold                          | 1      |
| 16. November | Never Never              | Korn                                       | 3      |
| 7. Dezember  | Lola Montez              | Volbeat                                    | 1      |
| 14. Dezember | Battle Born              | Five Finger Death Punch                    | 2      |
| 28. Dezember | Deal with the Devil      | Pop Evil                                   | 1      |

### 2014
| Datum         | Titel                          | Künstler                                     | Wochen |
| ------------- | ------------------------------ | -------------------------------------------- | ------ |
| 4. Januar     | Battle Born                    | Five Finger Death Punch                      | 3      |
| 25. Januar    | Tired                          | Stone Sour                                   | 1      |
| 1. Februar    | Shepherd of Fire               | Avenged Sevenfold                            | 7      |
| 22. März      | Heaven Knows                   | The Pretty Reckless                          | 5      |
| 26. April     | Take Out the Gunman            | Chevelle                                     | 3      |
| 17. Mai       | Guilty All the Same            | Linkin Park featuring Rakim                  | 3      |
| 7. Juni       | Torn to Pieces                 | Pop Evil                                     | 2      |
| 21. Juni      | Painkiller                     | Three Days Grace                             | 4      |
| 19. Juli      | Words as Weapons               | Seether                                      | 5      |
| 23. August    | 1000hp                         | Godsmack                                     | 3      |
| 13. September | Messed Up World (F'd Up World) | The Pretty Reckless                          | 1      |
| 20. September | Until It's Gone                | Linkin Park                                  | 1      |
| 27. September | Messed Up World (F'd Up World) | The Pretty Reckless                          | 3      |
| 18. Oktober   | World on Fire                  | Slash feat. Myles Kennedy & The Conspirators | 1      |
| 25. Oktober   | Edge of a Revolution           | Nickelback                                   | 2      |
| 8. November   | Something from Nothing         | Foo Fighters                                 | 13     |

### 2015
| Datum        | Titel                    | Künstler                           | Wochen |
| ------------ | ------------------------ | ---------------------------------- | ------ |
| 7. Februar   | I Am Machine             | Three Days Grace                   | 6      |
| 21. März     | Face Everything and Rise | Papa Roach                         | 1      |
| 28. März     | Apocalyptic              | Halestorm                          | 1      |
| 4. April     | Congregation             | Foo Fighters                       | 3      |
| 25. April    | Coming for You           | The Offspring                      | 1      |
| 2. Mai       | Follow Me Down           | The Pretty Reckless                | 1      |
| 9. Mai       | Heavy Is the Head        | Zac Brown Band feat. Chris Cornell | 2      |
| 23. Mai      | Failure                  | Breaking Benjamin                  | 9      |
| 25. Juli     | Little Monster           | Royal Blood                        | 1      |
| 1. August    | Amen                     | Halestorm                          | 1      |
| 8. August    | Cut the Cord             | Shinedown                          | 3      |
| 29. August   | The Vengeful One         | Disturbed                          | 1      |
| 5. September | Cut the Cord             | Shinedown                          | 4      |
| 3. Oktober   | Footsteps                | Pop Evil                           | 4      |
| 31. Oktober  | The Otherside            | Red Sun Rising                     | 1      |
| 7. November  | Angels Fall              | Breaking Benjamin                  | 4      |
| 5. Dezember  | Throne                   | Bring Me the Horizon               | 2      |
| 19. Dezember | The Light                | Disturbed                          | 5      |

### 2016
| Datum         | Titel                      | Künstler                | Wochen |
| ------------- | -------------------------- | ----------------------- | ------ |
| 23. Januar    | Wash It All Away           | Five Finger Death Punch | 2      |
| 6. Februar    | State of My Head           | Shinedown               | 6      |
| 19. März      | The Sound of Silence       | Disturbed               | 7      |
| 7. Mai        | Emotionless                | Red Sun Rising          | 2      |
| 21. Mai       | The Devil’s Bleeding Crown | Volbeat                 | 9      |
| 23. Juli      | Dark Necessities           | Red Hot Chili Peppers   | 3      |
| 13. August    | Joyride (Omen)             | Chevelle                | 4      |
| 10. September | Bang Bang                  | Green Day               | 4      |
| 8. Oktober    | Hardwired                  | Metallica               | 1      |
| 15. Oktober   | Bang Bang                  | Green Day               | 3      |
| 5. November   | Take Me Down               | The Pretty Reckless     | 2      |
| 19. November  | Feel Invincible            | Skillet                 | 1      |
| 26. November  | Open Your Eyes             | Disturbed               | 1      |
| 3. Dezember   | My Name Is Human           | Highly Suspect          | 8      |

### 2017
| Datum         | Titel                     | Künstler                  | Wochen auf |
| ------------- | ------------------------- | ------------------------- | ---------- |
| 28. Januar    | Square Hammer             | Ghost                     | 2          |
| 11. Februar   | Still Breathing           | Green Day                 | 1          |
| 18. Februar   | Atlas, Rise!              | Metallica                 | 2          |
| 4. März       | How Did You Love          | Shinedown                 | 4          |
| 1. April      | Never Again               | Breaking Benjamin         | 2          |
| 15. April     | Help                      | Papa Roach                | 6          |
| 27. Mai       | Let You Down              | Seether                   | 4          |
| 24. Juni      | Black Rose                | Volbeat feat. Danko Jones | 1          |
| 1. Juli       | Song #3                   | Stone Sour                | 4          |
| 29. Juli      | Run                       | Foo Fighters              | 4          |
| 26. August    | Lights Out                | Royal Blood               | 3          |
| 26. September | Highway Tune              | Greta Van Fleet           | 5          |
| 21. Oktober   | Rx (Medicate)             | Theory of a Deadman       | 6          |
| 2. Dezember   | Go to War                 | Nothing More              | 1          |
| 9. Dezember   | The Sky Is a Neighborhood | Foo Fighters              | 4          |

### 2018
| Datum         | Titel                      | Künstler                | Wochen |
| ------------- | -------------------------- | ----------------------- | ------ |
| 3. Januar     | I Only Lie When I Love You | Royal Blood             | 6      |
| 10. Februar   | Born for Greatness         | Papa Roach              | 2      |
| 24. Februar   | Safari Song                | Greta Van Fleet         | 1      |
| 3. März       | Born for Greatness         | Papa Roach              | 1      |
| 10. März      | Safari Song                | Greta Van Fleet         | 2      |
| 24. März      | Waking Lions               | Pop Evil                | 1      |
| 31. März      | The Mountain               | Three Days Grace        | 5      |
| 5. Mai        | Zombie                     | Bad Wolves              | 3      |
| 26. Mai       | Bulletproof                | Godsmack                | 1      |
| 2. Juni       | Devil                      | Shinedown               | 1      |
| 9. Juni       | Bulletproof                | Godsmack                | 4      |
| 7. Juli       | Rats                       | Ghost                   | 7      |
| 25. August    | Uncomfortable              | Halestorm               | 2      |
| 8. September  | Sham Pain                  | Five Finger Death Punch | 1      |
| 15. September | Infra-Red                  | Three Days Grace        | 1      |
| 22. September | Torn in Two                | Breaking Benjamin       | 1      |
| 29. September | Are You Ready              | Disturbed               | 6      |
| 10. November  | When the Curtain Falls     | Greta Van Fleet         | 1      |
| 17. November  | Are You Ready              | Disturbed               | 2      |
| 1. Dezember   | Get Up                     | Shinedown               | 2      |
| 15. Dezember  | When Legends Rise          | Godsmack                | 5      |

### 2019
| Datum        | Titel                      | Künstler                                                                           | Wochen |
| ------------ | -------------------------- | ---------------------------------------------------------------------------------- | ------ |
| 19. Januar   | S.O.S. (Sawed Off Shotgun) | The Glorious Sons                                                                  | 4      |
| 16. Februar  | Dance Macabre              | Ghost                                                                              | 2      |
| 2. März      | When the Seasons Change    | Five Finger Death Punch                                                            | 1      |
| 9. März      | Do Your Worst              | Rival Sons                                                                         | 1      |
| 16. März     | You’re the One             | Greta Van Fleet                                                                    | 2      |
| 30. März     | A Reason to Fight          | Disturbed                                                                          | 3      |
| 20. April    | Right Left Wrong           | Three Days Grace                                                                   | 3      |
| 11. Mai      | Lo/Hi                      | The Black Keys                                                                     | 2      |
| 25. Mai      | Heroin                     | Badflower                                                                          | 1      |
| 1. Juni      | Blue on Black              | Five Finger Death Punch feat. Kenny Wayne Shepherd, Brantley Gilbert and Brian May | 4      |
| 29. Juni     | Monsters                   | Shinedown                                                                          | 1      |
| 6. Juli      | Blue on Black              | Five Finger Death Punch feat Kenny Wayne Shepherd, Brantley Gilbert and Brian May  | 1      |
| 13. Juli     | Remember When              | Bad Wolves                                                                         | 2      |
| 27. Juli     | Under Your Scars           | Godsmack                                                                           | 2      |
| 10. August   | Last Day Under the Sun     | Volbeat                                                                            | 4      |
| 7. September | No More                    | Disturbed                                                                          | 4      |
| 5. Oktober   | When I´m Gone              | Dirty Honey                                                                        | 1      |
| 12. Oktober  | Panic Attack               | The Glorious Sons                                                                  | 2      |
| 26. Oktober  | 16                         | Highly Suspect                                                                     | 2      |
| 9. November  | Father of All...           | Green Day                                                                          | 1      |
| 16. November | 16                         | Highly Suspect                                                                     | 2      |
| 30. November | The Jester                 | Badflower                                                                          | 2      |
| 7. Dezember  | Come Around                | Papa Roach                                                                         | 1      |
| 14. Dezember | Under the Graveyard        | Ozzy Osbourne                                                                      | 3      |

## Künstler mit den meisten Nummer-eins-Hits
| Anzahl | Künstler                |
| ------ | ----------------------- |
| 10     | Shinedown               |
| 10     | Three Days Grace        |
| 8      | Disturbed               |
| 7      | Five Finger Death Punch |
| 7      | Volbeat                 |
| 6      | Foo Fighters            |
| 5      | Godsmack                |
| 5      | Pop Evil                |
| 4      | Breaking Benjamin       |
| 4      | Greta Van Fleet         |

| Anzahl | Künstler            |
| ------ | ------------------- |
| 4      | Halestorm           |
| 4      | Papa Roach          |
| 4      | The Pretty Reckless |
| 4      | Seether             |
| 3      | Alice in Chains     |
| 3      | Avenged Sevenfold   |
| 3      | Chevelle            |
| 3      | Ghost               |
| 3      | Green Day           |
| 3      | Linkin Park         |

| Anzahl | Künstler            |
| ------ | ------------------- |
| 3      | Royal Blood         |
| 3      | Soundgarden         |
| 3      | Stone Sour          |
| 2      | Badflower           |
| 2      | Bad Wolves          |
| 2      | The Glorious Sons   |
| 2      | Highly Suspect      |
| 2      | Metallica           |
| 2      | Red Sun Rising      |
| 2      | Slash               |
| 2      | Theory of a Deadman |